# ドイチェ・フースバルマイスターシャフト1923-1924
ドイチェ・フースバルマイスターシャフト 1923-1924 はドイツサッカー協会によって開催された第17回目のクラブチーム全国大会である。1.FCニュルンベルクが優勝し、3回目のドイチャー・フースバルマイスターの座に就いた。

## 概要
決勝戦は1．FCニュルンベルク対ハンブルガーSV、決着がつかなかった二年前の再現となった。今回は決着がつきニュルンベルクが王座を奪還、そしてVfBライプツィヒの持つ最多優勝回数に並んだ。
8クラブ制 (地方王者7+前回ドイツ王者)、 もしくは7クラブ制 (地方王者と前回ドイツ王者枠が重複した場合) で争われた第二次世界大戦前最後の大会であり、ここから本大会進出枠は年々増加していく。
労働者体操・スポーツ協会はドレスデナーSV1910、ドイツ青年活力はDJKカテルンベルクがそれぞれの大会を制し、ドイチャーマイスターとなった。

## 出場クラブ[2]
| クラブ                                | 出場資格                                                           |
| VfBケーニヒスベルク                   | バルティッシェ・フースバルマイスターシャフト1923-1924優勝          |
| フェアアイニヒテ・ブレスラオアーSpfr. | ズュートオストドイチェ・フースバルマイスターシャフト1923-1924優勝  |
| ベルリナーTuFCアレマニア90            | ベルリナー・フースバルマイスターシャフト1923-1924優勝              |
| SpVgg1899ライプツィヒ=リンデナオ      | ミッテルドイチェ・フースバルマイスターシャフト1923-1924優勝        |
| ハンブルガーSV                        | ノルトドイチェ・フースバルマイスターシャフト1923-1924優勝/前回王者 |
| デュイスブルガーSpV                   | ヴェストドイチェ・フースバルマイスターシャフト1923-1924優勝        |
| 1.FCニュルンベルク                    | ズュートドイチェ・フースバルマイスターシャフト1923-1924優勝        |

## 準々決勝
開催日：1924年5月11日

会場：ドイッチェス・シュターディオン (ベルリン)、シュポルトプラッツ・ズュートパルク (ブレスラウ)、ヴァッカーシュターディオン (ライプツィヒ)
| チーム #1                             | スコア | チーム #2           |
| ------------------------------------- | ------ | ------------------- |
| ベルリナーTuFCアレマニア90            | 1–6    | 1.FCニュルンベルク  |
| フェアアイニヒテ・ブレスラオアーSpfr. | 0–3    | ハンブルガーSV      |
| SpVgg1899ライプツィヒ                 | 6–1    | VfBケーニヒスベルク |

- デュイスブルガーSpVはシード。

## 準決勝
開催日：1924年5月29日

会場：シュポルトプラッツ・アム・ロンホーファー・ヴェーク (フュルト)、シュターディオン・ホーエルフト (ハンブルク)
| チーム #1          | スコア | チーム #2           |
| ------------------ | ------ | ------------------- |
| 1.FCニュルンベルク | 3–1    | デュイスブルガーSpV |
| ハンブルガーSV     | 1–0    |                     |

## 決勝

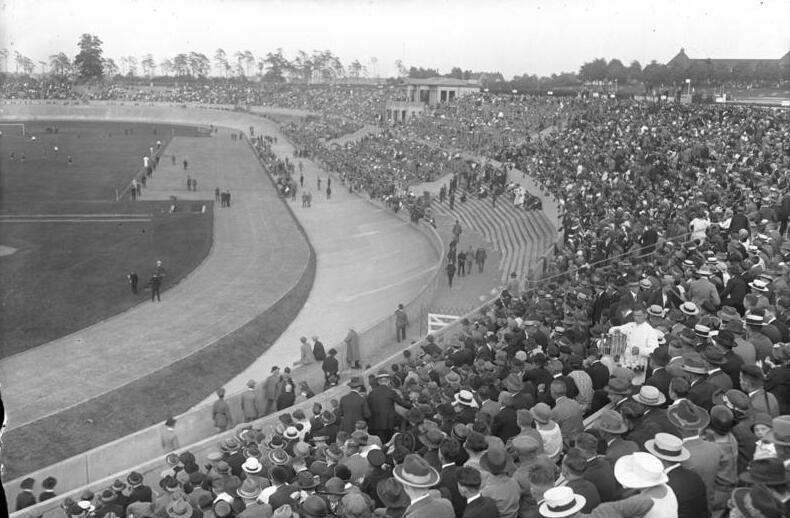
決勝戦のスタンドからの様子

| 1.FCニュルンベルク                      | 2 – 0    | ハンブルガーSV |
| --------------------------------------- | -------- | -------------- |
| ホーホゲザン 30分 · シュトローベル 87分 | レポート |                |

| 1. FCニュルンベルク |  |                                  |  |
|                     |  |                                  |  |
|                     |  | ハインリヒ・シュトゥールファウト |  |
|                     |  | アントン・クーグラー             |  |
|                     |  | グスタフ・バルク                 |  |
|                     |  | ハンス・シュミット               |  |
|                     |  | カール・リーゲル                 |  |
|                     |  | ハンス・カルプ                   |  |
|                     |  | ゲオーク・ホーホゲザン           |  |
|                     |  | ルートヴィヒ・ヴィーダー         |  |
|                     |  | ハインリヒ・トゥレーク           |  |
|                     |  | ハンス・ズートーア               |  |
|                     |  | ヴォルフガン・シュトローベル     |  |
| 監督                |  |                                  |  |
|                     |  |                                  |  |

| ハンブルガーSV |  |                                  |  |
|                |  |                                  |  |
|                |  | ハンス・マーテンス               |  |
|                |  | ヴァリター・リッセ               |  |
|                |  | アルバート・バイアー             |  |
|                |  | ハンス・クローン                 |  |
|                |  | ハンス・ラン                     |  |
|                |  | ヴァルター・コルツェン           |  |
|                |  | アースビョルン・ハルヴォーシェン |  |
|                |  | カール・シュナイダー             |  |
|                |  | フーゴー・フィック               |  |
|                |  | ハンス・ラーフェ                 |  |
|                |  | オットー・ハーダー               |  |
| 監督           |  |                                  |  |
|                |  |                                  |  |

## 得点ランキング[6]
| 選手 | 選手                   | クラブ                           | 試合数 | 得点数 |
| ---- | ---------------------- | -------------------------------- | ------ | ------ |
| 1.   | ルイトポルト・ポップ   | 1. FCニュルンベルク              | 2      | 3      |
| 1.   | エーリヒ・ロースブアク | SpVgg1899ライプツィヒ=リンデナオ | 2      | 3      |
| 3.   | ハンス・カルプ         | 1. FCニュルンベルク              | 3      | 2      |